# Сатаев, Евгений Александрович
Евгений Александрович Сатаев (23 июля 1944, Запорожье, УССР — 2000, Запорожье, Украина) — советский футболист, нападающий. Мастер спорта СССР с 1970 года.

## Игровая карьера
Воспитанник ДЮСШ «Металлург» Запорожье. За взрослую команду «металлургов» дебютировал в 18-летнем возрасте. В первом сезоне в «классе Б» провел 22 матча и забил пять голов. В следующем сезоне Евгения приглашают в команду класса «А» — харьковский «Авангард». Однако пробиться в основную команду Сатаеву не удалось, проводил матчи только за дублирующий состав. Затем вернулся в «класс Б» в днепропетровский «Днепр». В следующем сезоне вновь попробовал себя в «классе А» в армейских командах Одессы и Ростова-на-Дону, затем снова Днепропетровск. В 1968 году принял приглашение луганской «Зари», но и здесь не задержался, проведя за луганчан один сезон. Выходил в основном на замены, но и за этот период сумел дважды отличиться. После его точных ударов были огорчены вратари кутаисского «Торпедо» и бакинского «Нефтчи». Заканчивал карьеру в николаевском «Судостроителе». Николаевская команда стала единственной, в которой Евгений провёл более двух сезонов. В составе «Судостроителя» становился бронзовым (1973) и серебряным (1971) призёром чемпионата УССР. Дважды становился лучшим бомбардиром команды в сезоне (1970 самостоятельно и 1971 — разделил звание с Евгением Деревягой).
Скончался в 2000 году в Запорожье.